# Conflitos luso-turcos
Os conflitos Luso-Turcos, foram uma série de combates militares, entre o Império Português e tropas do Império Otomano, auxiliadas por outras forças militares aliadas ou por conta própria. Alguns desses conflitos foram pontuais, enquanto outros, arrastaram-se por vários anos, a maioria deu-se no Oceano Índico, durante a consolidação do Império Português na Ásia.

## A Cruzada Turca
A 8 de Abril de 1481, a bula Cogimur iubente altissimo proclamou a cruzada contra os turcos.
Só no reinado de D. Manuel I é que Portugal decidiu participar na cruzada, mandando El Rei preparar uma esquadra que partiu para o Mediterrâneo sob o comando do bispo de Évora, D. Garcia de Meneses.
No entanto, os portugueses não chegaram a combater, pois quando chegaram a Otranto esta cidade havia sido já abandonada pelos Turcos devido à morte súbita do Sultão, vítima da peste.

## A Conquista de Tunes 1535

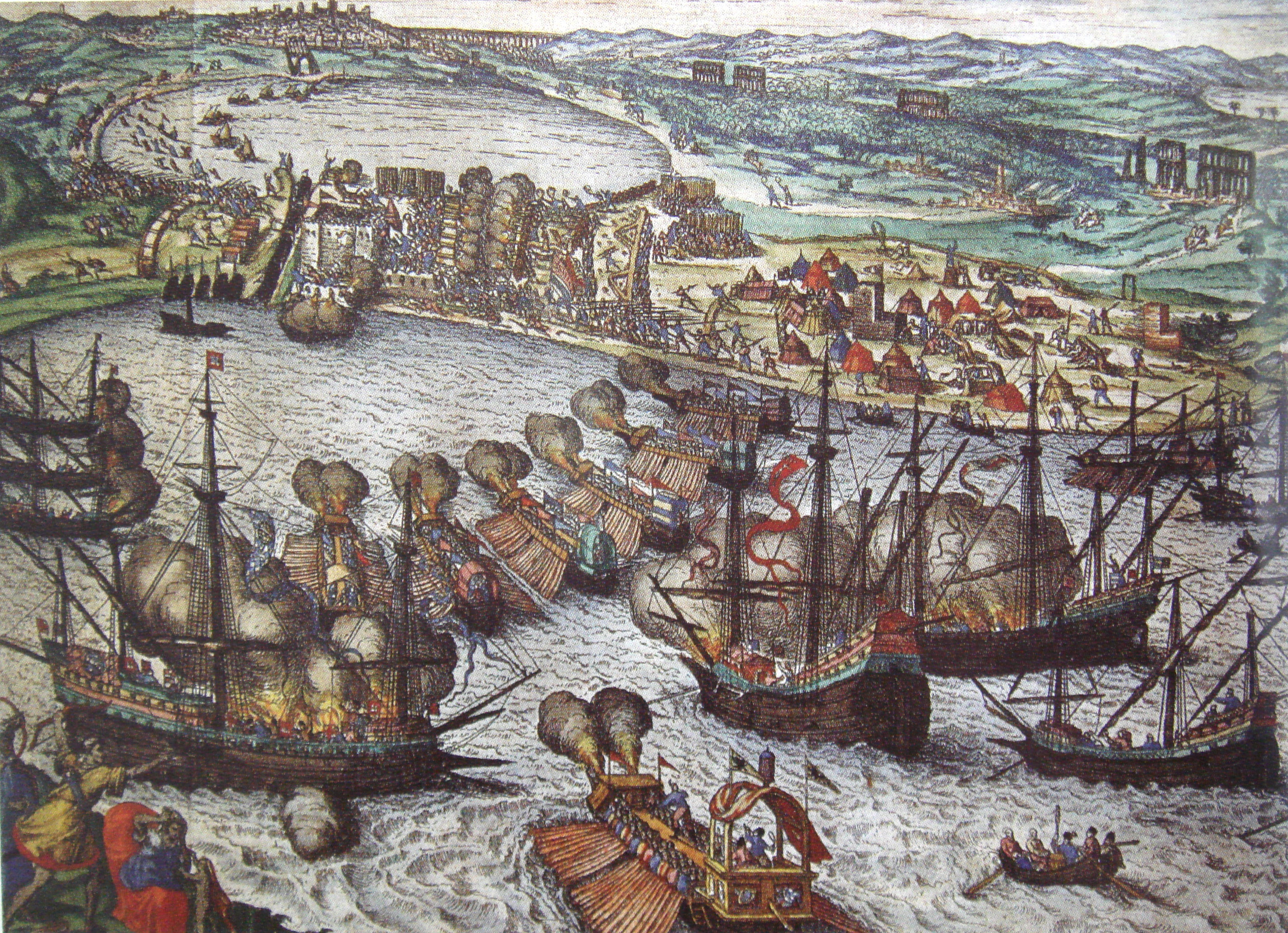
A Conquista de Tunes, vendo-se o grande galeão português "São João Baptista".

Em 1535, os Otomanos sob o comando de Barba Ruiva iniciaram um ataque aos navios cristãos no mar Mediterrâneo a partir de Argel.  Para os combater, Carlos V reuniu um exercito sob a égide do Sacro Império Romano-Germânico, com o apoio de Portugal, República de Génova, Estados Pontifícios e da Ordem de Malta, conquistando Tunes, à data sob o controlo do Império Otomano.

## 1538 a 1560
Neste período, deram-se vários combates entre portugueses e turcos, todos eles em volta da rota das especiarias e do controlo da pimenta.

### O Primeiro Cerco de Diu 1538

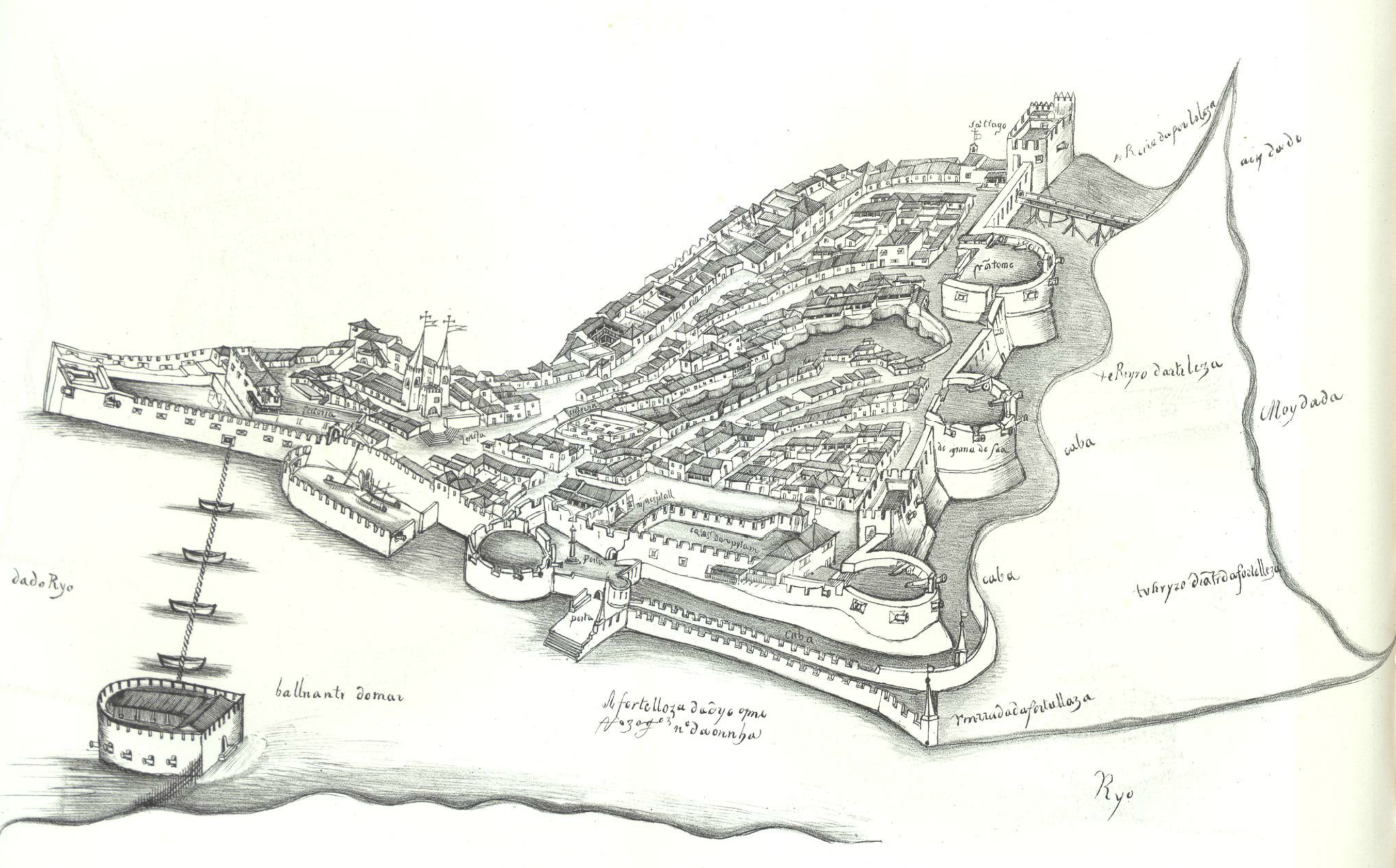
A fortaleza de Diu, desenhada por Gaspar Correia.

Em 1538 os turcos Otomanos atacaram Diu, sendo derrotados, fugindo para o Mar Vermelho.

### A Campanha a Suez 1541
O governador da Índia D. Estêvão da Gama organizou uma expedição para destruir a frota otomana em Suez, saindo de Goa a 31 de Dezembro de 1540. A frota chegou a Maçuá a 12 de Fevereiro, onde o Gama deixou vários navios e continuou para o norte. Os portugueses destruíram os portos otomanos de Suaquém, Alcocer e pararam em Toro na península do Sinai, mas à chegada a Suez viram-se impedidos de destruir os navios turcos em terra. O Gama recuou depois para Maçuá.

### A Campanha da Etiópia 1541-1543
Destaca-se a Campanha da Etiópia (1541 a 1543), devido à importância da mesma na manutenção do Império Etíope e da religião cristã no território, em que ficaram registadas para a história as batalhas de Jarte, Bacente (1542) e de Wayna Daga (1543), nas quais os portugueses e os seus aliados etíopes defrontaram-se contra mercenários oriundos do império Otomano.

### A Revolta de Adém 1548

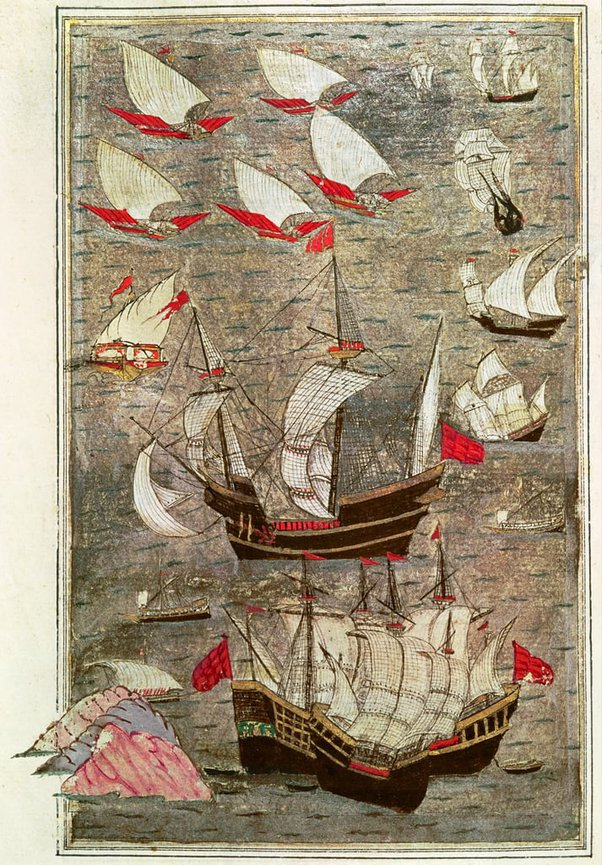
Navios turcos. Miniatura quinhentista.

Em 1548 a cidade de Adém revoltou-se contra o domínio Otomano e requereu auxílio militar aos portugueses. O governador da Índia, D. João de Castro, enviou uma pequena frota, cujo comandante considerou não dispor de meios para defendê-la de um ataque turco e regressou a Goa. A cidade foi depois retomada por Piri Reis.

### A Tomada de Xael 1548
Em 1548, D. Álvaro de Castro, filho do governador da Índia D. João de Castro, com uma pequena força expedicionária atacou um forte que os turcos haviam construído junto à cidade de Xael, cujo rei era aliado dos portugueses. O forte foi bombardeado, tomado de assalto e devolvido ao soberano da região.

### O Cerco de Catifa 1551
Em 1551, o governador otomano de Baçorá capturou o forte de Catifa na península arábica, detida por um vassalo dos portugueses, o rei de Ormuz. Os portugueses, juntamente com os seus vassalos ormuzinos, cercaram e capturaram o forte aos otomanos, cuja guarnição fugiu sob a escuridão da noite. O forte foi então arrasado.

### A expedição de Piri Reis 1552

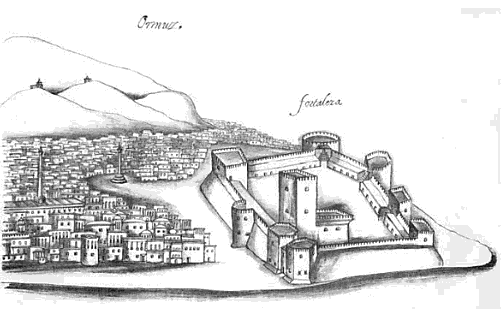
A fortaleza portuguesa de Ormuz, desenhada por Gaspar Correia.

Em 1552 Piri Reis partiu de Suez com 30 navios. Saqueou Mascate mas não conseguiu capturar Ormuz, à entrada do Golfo Pérsico. Saqueou a cidade, mas a fortaleza portuguesa permaneceu intacta. Informado da aproximação de uma frota portuguesa, Piri Reis retirou-se para Baçorá. Regressou a Suez com duas galés da sua propriedade pessoal.
Após estes eventos, os portugueses despacharam reforços consideráveis para Ormuz e, no ano seguinte, derrotariam uma frota otomana na Batalha do Estreito de Ormuz.

### A Batalha do Estreito de Hormuz 1553
Em 1553, os portugueses derrotaram uma frota otomana comandada por Morato Arrais, o Velho, na Batalha do Estreito de Ormuz. O almirante otomano era o ex-governador de Catifa. Ao tentar atravessar sobre o Golfo Pérsico, uma grande frota portuguesa comandada por Dom Diogo de Noronha interceptou-o e, derrotou-o.

### A Batalha do Golfo de Omã 1554

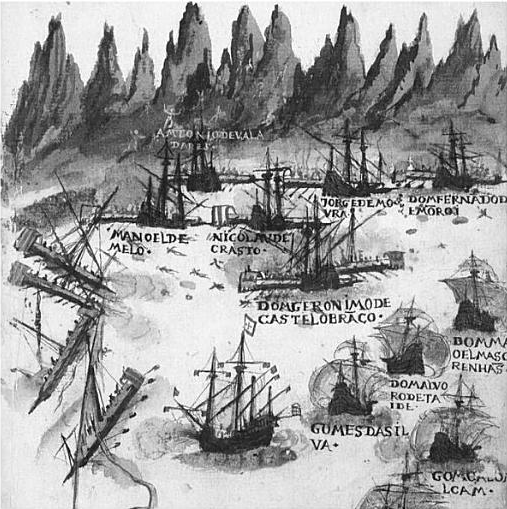
A Batalha do Golfo de Omã.

Após a Batalha do Estreito de Hormuz, Seydi Ali Reis substituiu Morato Arrais em 1553, e de Baçorá zarpou novamente com uma frota de galés em direcção a Suez. Combateu duas vezes contra uma frota portuguesa comandada por D. Fernando de Meneses, ao largo de Omã e foi desbaratado na segunda batalha. De Omã mudou de rumo para o Guzerate, na Índia, perseguido por caravelas portuguesas e de Surrate regressou à Turquia por terra, não o podendo fazer por mar devido à supremacia naval dos portugueses.

### A Expedição ao Mar Vermelho 1556
Em princípios de 1556, duas galés portuguesas comandadas por João Peixoto penetraram no Mar Vermelho para recolher informações sobre quaisquer preparativos otomanos em Suez. Ao verificar que pouco havia a relatar quanto aos turcos, partiu para a cidade de Suaquém, cidade que alcançou de noite e, encontrando-a adormecida, desembarcou com seus homens e pilhou-a, matando muitos, incluindo o governador, e capturou grande quantidade de despojos. Partiu de regresso a Goa no dia seguinte e, mantendo-se perto da costa, saqueou várias cidades a caminho da Índia.

### O Cerco de Barém 1559
Em 1559, os otomanos sitiaram a fortaleza portuguesa do Barém, ilha que havia sido conquistada pelos portugueses em 1521 e governada indirectamente desde então. As forças lideradas pelo governador de Al-Hasa foram decisivamente derrotadas. Após este encontro, o controlo do tráfego naval no Golfo Pérsico recaiu (novamente) sobre os portugueses. 

### Batalha ao largo da Ilha de Camarão 1560
Em 1560, o corsário turco Sefer Reis capturou dois navios portugueses ao largo da ilha de Camarão, no Mar Vermelho.

## O ataque a Mascate 1581

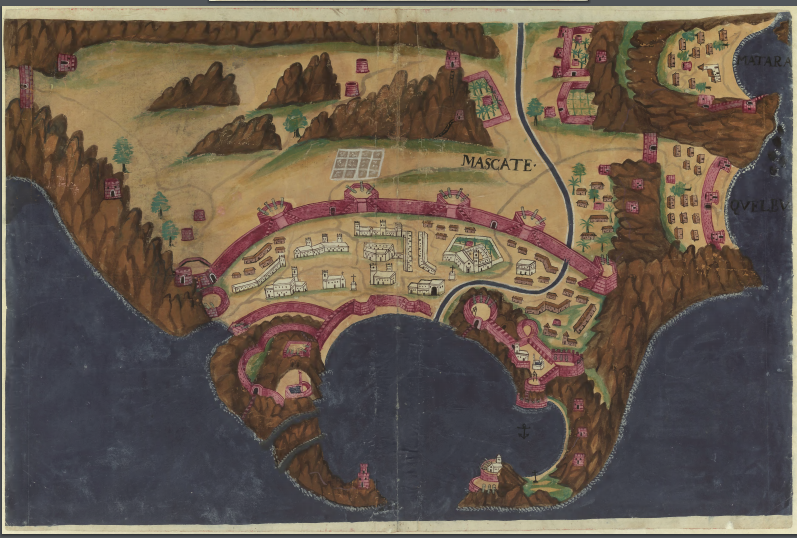
Mascate, desenhada por António Bocarro.

Em 1581, o corsário turco Mir Ali Beg, com três galeotas e 150 a 200 homens saqueou a cidade de Mascate, cidade onde residia um numeroso grupo de mercadores portugueses, então governada por um xeque do rei de Ormuz, vassalo dos portugueses.

## 1586-1589

### A expedição de Rui Gonçalves da Câmara ao Mar Vermelho 1586
No Outono de 1586 partiu de Goa em direcção ao Mar Vermelho uma armada de 26 navios comandada por Rui Gonçalves da Câmara, com ordens para atacar a navegação muçulmana. No entanto, os portugueses foram atacados perto de Mocá, não lograram capturar nenhum navio e regressaram a Goa quando escasseou a água entre a expedição.

### A expedição de Mir Ali Bey à Costa Leste de África 1586

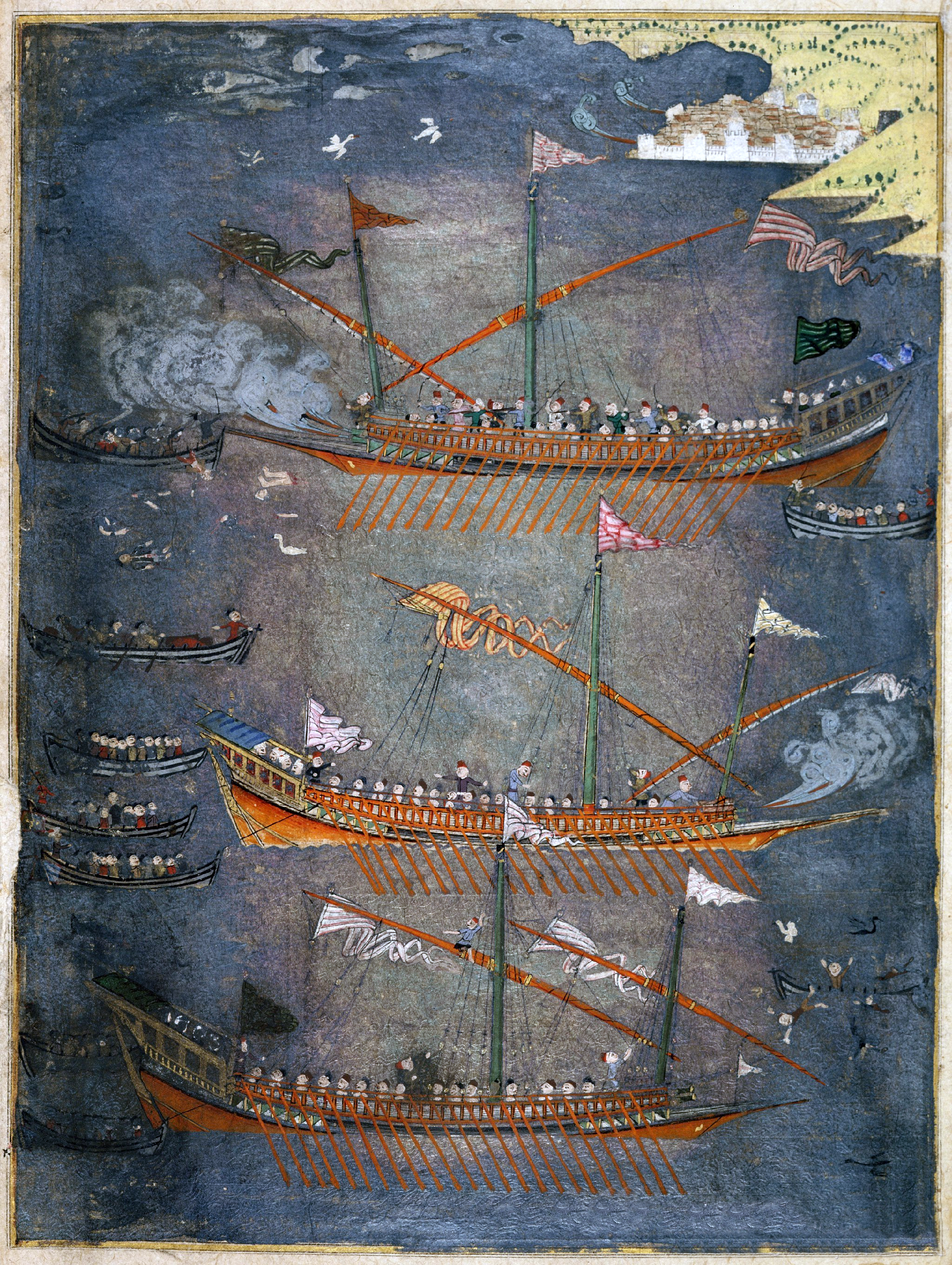
Galés turcas.

Enquanto Rui Gonçalves da Câmara se encontrava no Mar Vermelho, velejou para a costa leste de África o corsário Mir Ali Beg, que com uma galé convenceu as cidades-estado de Mogadíscio, Ampaza e Brava a prestarem vassalagem ao Império Otomano, declararem guerra aos portugueses e fornecerem-lhe navios para atacar a navegação portuguesa na região.  Com 15 navios, capturou um navio mercante português em Pate e em Lamo capturou uma galé pertencente a Roque de Brito Falcão e convenceu o régulo da cidade a entregar todos os portugueses que por ali se encontravam. Regressou depois a Pate, onde capturou mais um navio mercante português com todos os seus ocupantes, depois de lhes ter prometido a liberdade caso se rendessem. Dali regressou a Mocá com 20 navios e 100 prisioneiros portugueses, que foram depois resgatados.

### A expedição de Martim Afonso de Sousa à Costa Leste de África 1587
Quando em Goa se soube que um corsário turco se encontrava na costa de África a incitar as cidades costeiras contra os portugueses, em janeiro de 1587, o vice-rei D. Duarte de Meneses enviou para lá uma frota de 2 galeões, 3 galés, 13 fustas e 650 soldados sob o comando de Martim Afonso de Melo com ordens para expulsar os turcos e restaurar a autoridade portuguesa ao longo da costa.
O rei de Ampaza reuniu 4.000 guerreiros para resistir, mas foi morto em combate e a cidade posta a saque. Pate rendeu-se. A cidade de Mombaça foi poupada à destruição em troca de uma indemnização de 4.000 cruzados. O rei de Melinde manteve-se fiel aos portugueses, e Martim Afonso de Melo recompensou-o, reforçando assim com ele as relações diplomáticas.

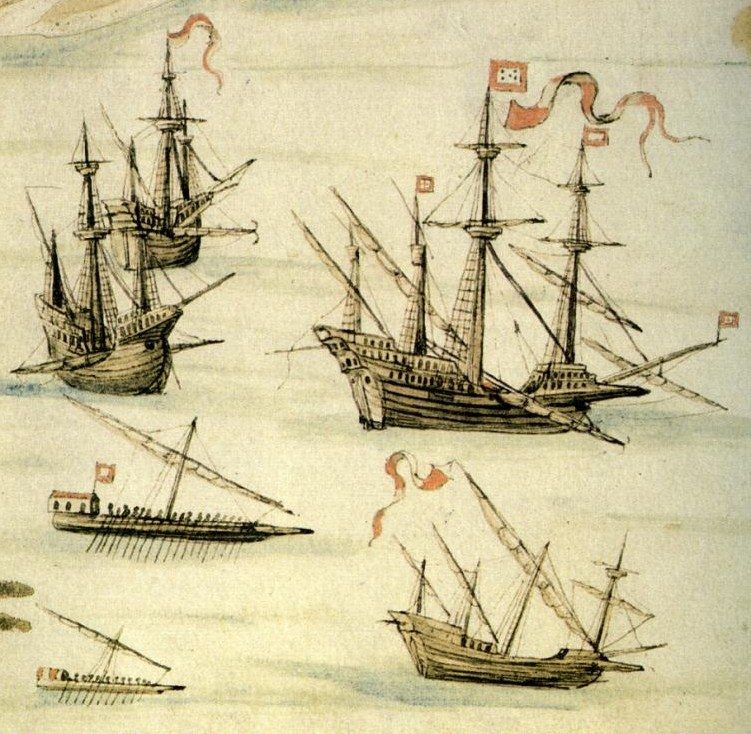
Navios portugueses quinhentistas, debuxados por D. João de Castro.

Não encontrando nenhum sinal de Mir Ali Beg, a frota voltou a Goa por via de Socotorá e Hormuz.

### A expedição de Mir Ali Bey à Costa Leste de África 1588
No Verão de 1588, Mir Ali Beg zarpou de Moca com uma frota de 5 galés. Mir Ali Beg extraiu um pesado tributo das cidades ao longo da costa em troca de protecção, em nome do Império Otomano. Depois seguiu para Melinde, fiel aliada dos portugueses, na esperança de saquear a cidade.
No entanto, o capitão português da costa leste africana Mateus Mendes de Vasconcelos encontrava-se então em Melinde com uma pequena força, e já estava bem ciente da aproximação de Mir Ali Beg: uma rede de espiões dentro do Mar Vermelho mantinha os portugueses a par dos movimentos dos turcos. Aproximando-se Mir Ali Beg de Melinde à noite, a sua frota foi bombardeada pela artilharia portuguesa instalada junto à costa, e bateu em retirada para Mombaça, perto da qual fundou um forte.

### A expedição de Tomé de Sousa Coutinho à Costa Leste de África e a Batalha de Mombaça 1589

Bandeira naval e de guerra com a Cruz da Ordem de Cristo.

Antes mesmo de Mir Ali Beg ter zarpado de Mocá, Vasconcelos já havia enviado um navio para Goa para avisar o vice-rei de que os turcos estavam prestes a deixar o Mar Vermelho.
Da Índia, o governador Manuel de Sousa Coutinho despachou uma armada de 2 galeões, 5 galés, 6 galeotas e 6 fustas com 900 soldados portugueses, comandados pelo seu irmão Tomé de Sousa Coutinho. Em finais de Fevereiro de 1589, a frota alcançou a costa leste da África e, fazendo escala em Lamo, soube por um enviado de Vasconcelos que Mir Ali Beg havia fundado uma fortaleza em Mombaça. Em Melinde, juntou-se a eles o Vasconcelos com outra galeota e duas fustas de Melinde.
A frota portuguesa alcançou a ilha de Mombaça a 5 de Março. O forte turco construído à entrada do porto foi atacado e capturado; 70 turcos foram mortos e 30 canhões capturados. A 7 de Março, desembarcaram 500 portugueses mas rapidamente descobriram que Mombaça fora evacuada e os habitantes procurado refúgio num bosque próximo, com os turcos.
Por mero acaso, uma tribo canibal chamada Zimbas assentou arraiais do outro lado do canal que separa a ilha de Mombaça da terra firme e as duas últimas galés de Mir Ali Beg impediam-nos de atravessar o canal, mas elas foram capturadas pelos portugueses. They were attacked and captured by the Portuguese. Desejando capturar Mir Ali Beg e os turcos, Sousa Coutinho autorizou os Zimbas a atravessar o canal - assim que o povo de Mombaça se percebeu que os Zimbas haviam invadido a ilha, eles correram de imediato para as praias, implorando aos portugueses que os deixassem subir a bordo. Muitos morreram afogados. Entre as pessoas capturadas pelos portugueses contava-se Mir Ali Beg.

## Oitava Guerra Otomano-Veneziana
A oitava Guerra Otomano-Veneziana foi travada entre a República de Veneza e o Império Otomano entre 1714 e 1718. Foi o último conflito entre as duas potências e também entre Portugal e os Turcos, terminando com uma vitória otomana e com a perda da posse da maior possessão de Veneza na península grega, o Peloponeso (Moreia), tendo participado ao lado da República de Veneza, Portugal os Estados Pontifícios e a Ordem de Malta.
A Participação de Portugal foi decisiva para o desfecho da guerra com a sua vitoriosa participação na batalha naval de Matapan travada a 19 de Julho de 1717.
Após a conquista da Moreia, pelos turcos, estes avançaram por terra, cercando Corfu. Perante esta ameaça, D. João V, Rei de Portugal à altura, encarregou o conde de Rio Grande, o almirante Lopo Furtado de Mendonça, de comandar a esquadra portuguesa, ao encontro da força turca sitiada ao largo do cabo de Matapão, culminando numa histórica vitória.